# Moisés Lima Magalhães
Moisés Lima Magalhães (Belo Horizonte, 17 de março de 1988), mais conhecido como Moisés, é um ex-futebolista brasileiro que atuava como meio-campista.
É irmão do goleiro Matheus Magalhães, que atua pelo Braga de Portugal.

## Carreira
Depois de passagens por clubes de Minas Gerais e alguns empréstimos para clubes do Brasil, em 2012 o meia Moisés fechou com a Associação Portuguesa de Desportos,, em 2014 atuou pelo Rijeka da Croácia e de 2016 a 2019 defendeu A Sociedade Esportiva Palmeiras, último clube que defendeu no Brasil, onde disputou a Série A do Brasileirão.

### Palmeiras
Em dezembro de 2015 assinou contrato com o Palmeiras, por quatro temporadas.
Em janeiro de 2016, logo no jogo de estreia pela equipe alviverde, fez um dos gols da vitória por 2 a 0 sobre o Libertad, do Paraguai, no Estádio Centenário, pelo Torneio de Verão disputado no Uruguai.
Teve um desempenho crucial e decisivo na campanha vitoriosa do Palmeiras no Campeonato Brasileiro de 2016, fez 3 gols durante o campeonato e foi muito elogiado devido a suas grandes atuações, foi importante também em suas cobranças de lateral que resultaram em vários gols na brilhante campanha do Palmeiras no campeonato, que lhe renderam vários prêmios individuais.
Em janeiro de 2017, teve seu contrato renovado até 2020. No mês seguinte, em partida contra o Linense, sofreu uma grave lesão no joelho esquerdo, o que o deixará seis meses fora dos gramados.

### Shandong Luneng
Em julho de 2019, o Palmeiras acertou a venda de Moisés para o Shandong Luneng. A equipe chinesa vai pagar cinco  milhões de euros (quase R$ 21 milhões) para contar com o meio-campista de 31 anos.

## Estatísticas
Até 21 de setembro de 2020.

### Clubes
| Clube           | Temporada | Campeonato nacional | Campeonato nacional | Campeonato nacional | Copa nacional[a] | Copa nacional[a] | Copa nacional[a] | Competições continentais[b] | Competições continentais[b] | Competições continentais[b] | Outros torneios[c] | Outros torneios[c] | Outros torneios[c] | Total | Total | Total   |
| Clube           | Temporada | Jogos               | Gols                | Assist.             | Jogos            | Gols             | Assist.          | Jogos                       | Gols                        | Assist.                     | Jogos              | Gols               | Assist.            | Jogos | Gols  | Assist. |
| --------------- | --------- | ------------------- | ------------------- | ------------------- | ---------------- | ---------------- | ---------------- | --------------------------- | --------------------------- | --------------------------- | ------------------ | ------------------ | ------------------ | ----- | ----- | ------- |
| Toledo          | 2007      | —                   | —                   | —                   | —                | —                | —                | —                           | —                           | —                           | 0                  | 0                  | 0                  | 0     | 0     | 0       |
| Toledo          | Total     | 0                   | 0                   | 0                   | 0                | 0                | 0                | 0                           | 0                           | 0                           | 0                  | 0                  | 0                  | 0     | 0     | 0       |
| Rioverdense     | 2008      | —                   | —                   | —                   | —                | —                | —                | —                           | —                           | —                           | 0                  | 0                  | 0                  | 0     | 0     | 0       |
| Rioverdense     | Total     | 0                   | 0                   | 0                   | 0                | 0                | 0                | 0                           | 0                           | 0                           | 0                  | 0                  | 0                  | 0     | 0     | 0       |
| América Mineiro | 2009      | 13                  | 3                   | 0                   | —                | —                | —                | —                           | —                           | —                           | 11                 | 0                  | 0                  | 24    | 3     | 0       |
| América Mineiro | Total     | 13                  | 3                   | 0                   | 0                | 0                | 0                | 0                           | 0                           | 0                           | 11                 | 0                  | 0                  | 24    | 3     | 0       |
| Coritiba        | 2009      | 0                   | 0                   | 0                   | —                | —                | —                | —                           | —                           | —                           | —                  | —                  | —                  | 0     | 0     | 0       |
| Coritiba        | Total     | 0                   | 0                   | 0                   | 0                | 0                | 0                | 0                           | 0                           | 0                           | 0                  | 0                  | 0                  | 0     | 0     | 0       |
| América Mineiro | 2010      | —                   | —                   | —                   | —                | —                | —                | —                           | —                           | —                           | 10                 | 1                  | 0                  | 10    | 1     | 0       |
| América Mineiro | Total     | 0                   | 0                   | 0                   | 0                | 0                | 0                | 0                           | 0                           | 0                           | 10                 | 1                  | 0                  | 10    | 1     | 0       |
| Sport           | 2010      | 13                  | 1                   | 0                   | —                | —                | —                | —                           | —                           | —                           | —                  | —                  | —                  | 13    | 1     | 0       |
| Sport           | Total     | 13                  | 1                   | 0                   | 0                | 0                | 0                | 0                           | 0                           | 0                           | 0                  | 0                  | 0                  | 13    | 1     | 0       |
| América Mineiro | 2011      | —                   | —                   | —                   | —                | —                | —                | —                           | —                           | —                           | 5                  | 0                  | 0                  | 5     | 0     | 0       |
| América Mineiro | Total     | 0                   | 0                   | 0                   | 0                | 0                | 0                | 0                           | 0                           | 0                           | 5                  | 0                  | 0                  | 5     | 0     | 0       |
| Boa             | 2011      | 26                  | 4                   | 0                   | —                | —                | —                | —                           | —                           | —                           | —                  | —                  | —                  | 26    | 4     | 0       |
| Boa             | Total     | 26                  | 4                   | 0                   | 0                | 0                | 0                | 0                           | 0                           | 0                           | 0                  | 0                  | 0                  | 26    | 4     | 0       |
| América Mineiro | 2012      | —                   | —                   | —                   | 3                | 1                | 0                | —                           | —                           | —                           | 13                 | 0                  | 0                  | 16    | 1     | 0       |
| América Mineiro | Total     | 0                   | 0                   | 0                   | 3                | 1                | 0                | 0                           | 0                           | 0                           | 13                 | 0                  | 0                  | 16    | 1     | 0       |
| Portuguesa      | 2012      | 34                  | 6                   | 4                   | —                | —                | —                | —                           | —                           | —                           | —                  | —                  | —                  | 34    | 6     | 4       |
| Portuguesa      | 2013      | 31                  | 2                   | 4                   | 1                | 0                | 0                | 0                           | 0                           | 0                           | 21                 | 2                  | 0                  | 53    | 4     | 4       |
| Portuguesa      | Total     | 65                  | 8                   | 8                   | 1                | 0                | 0                | 0                           | 0                           | 0                           | 21                 | 2                  | 0                  | 87    | 10    | 8       |
| Rijeka          | 2013–14   | 15                  | 1                   | 3                   | 6                | 1                | 1                | —                           | —                           | —                           | —                  | —                  | —                  | 21    | 2     | 4       |
| Rijeka          | 2014–15   | 12                  | 5                   | 3                   | —                | —                | —                | 9                           | 2                           | 0                           | 1                  | 1                  | 0                  | 22    | 8     | 3       |
| Rijeka          | 2015–16   | 14                  | 1                   | 0                   | 3                | 1                | 0                | 2                           | 0                           | 0                           | —                  | —                  | —                  | 19    | 2     | 0       |
| Rijeka          | Total     | 41                  | 7                   | 6                   | 9                | 2                | 1                | 11                          | 2                           | 0                           | 1                  | 1                  | 0                  | 62    | 12    | 7       |
| Palmeiras       | 2016      | 34                  | 3                   | 2                   | 2                | 0                | 0                | 0                           | 0                           | 0                           | 3                  | 1                  | 0                  | 39    | 4     | 2       |
| Palmeiras       | 2017      | 19                  | 3                   | 3                   | 0                | 0                | 0                | 1                           | 1                           | 0                           | 2                  | 0                  | 0                  | 22    | 4     | 3       |
| Palmeiras       | 2018      | 28                  | 2                   | 0                   | 4                | 0                | 0                | 10                          | 0                           | 3                           | 11                 | 0                  | 0                  | 53    | 2     | 3       |
| Palmeiras       | 2019      | 9                   | 0                   | 0                   | 3                | 1                | 0                | 4                           | 1                           | 1                           | 8                  | 0                  | 1                  | 24    | 2     | 2       |
| Palmeiras       | Total     | 90                  | 8                   | 5                   | 9                | 1                | 0                | 15                          | 2                           | 4                           | 24                 | 1                  | 1                  | 138   | 12    | 10      |
| Shandong Luneng | 2019      | 8                   | 1                   | 1                   | 2                | 0                | 0                | 0                           | 0                           | 0                           | 0                  | 0                  | 0                  | 10    | 1     | 1       |
| Shandong Luneng | 2020      | 12                  | 1                   | 3                   | 0                | 0                | 0                | 0                           | 0                           | 0                           | 0                  | 0                  | 0                  | 12    | 1     | 3       |
| Shandong Luneng | Total     | 20                  | 2                   | 4                   | 2                | 0                | 0                | 0                           | 0                           | 0                           | 0                  | 0                  | 0                  | 22    | 2     | 4       |

- a. ^ Jogos da Copa do Brasil e Copa da Croácia
- b. ^ Jogos da Copa Sul-Americana, Copa Libertadores da América e Liga Europa da UEFA
- c. ^ Jogos do Campeonato Paranaense, Campeonato Goiano, Campeonato Mineiro, Campeonato Paulista, Supercopa da Croácia, Copa Antel e amistosos

## Títulos
Shandong Luneng
- Copa da China: 2020, 2021 e 2022
- Campeonato Chinês: 2021

Palmeiras
- Campeonato Brasileiro: 2016 e 2018

HNK Rijeka
- Supercopa da Croácia: 2014
- Copa da Croácia: 2013-14

Portuguesa
- Campeonato Paulista - Série A2: 2013

América Mineiro
- Campeonato Brasileiro - Série C: 2009

## Premiações Individuais
- Bola de Prata: 2016[7]
- Prêmio Craque do Brasileirão: 2016
- Troféu Mesa Redonda (melhor meio-campo): 2017